# Marin Leovac
Marin Leovac (Jajce, 7. kolovoza 1988.) hrvatski je nogometaš koji igra na poziciji lijevog beka. Trenutačno igra za Lokomotivu Zagreb.

## Klupska karijera

### Rana karijera
Svoju nogometnu karijeru započeo je u srpnju 1997. u austrijskom klubu Sportunion Aschbach. U ožujku 2001. potpisao je za USV Oed/Zeillern kojeg je nakon godinu dana napustio te je u kolovozu 2002. potpisao za Austriju Beč. 

### Austria Beč
Za Austriju Beč debitirao je 5. studenog 2009. u utakmici grupne faze UEFA Europske lige 2009./10. u kojoj je Austria Beč izgubila 2:0 od Werder Bremena. Tri dana kasnije ostvario je svoj debi u austrijskoj Bundesligi. U toj je utakmici Austria Beč dobila Sturm Graz s minimalnih 1:0. Svoj kupski debi ostvario je 14. kolovoza 2010. kada je SV Ried II, druga momčad SV Rieda, poražena 0:3. Svoj jedini pogodak za Austrije Beč ostvario je 21. kolovoza 2013. u utakmici doigravanja za plasman u UEFA Ligu prvaka 2013./14. u kojoj je Dinamo Zagreb izgubio 0:2. U UEFA Ligi prvaka debitirao je 1. listopada u utakmici bez golova odigranoj protiv Zenita.

### Rijeka
Dana 31. siječnja 2014. prešao je u redove Rijeke za 250 tisuća eura. Za Rijeku je debitirao 16. veljače kada je Rijeka u utakmici 1. HNL izgubila od Zadra 1:0. Svoj debi u Hrvatskom nogometnom kupu ostvario je tri dana kasnije kada je Rijeka pobijedila Osijek s minimalnih 1:0. Svoj prvi gol za Rijeku postigao je 10. kolovoza u ligaškom susretu protiv RNK Splita koji je izgubio utakmicu 0:3. U UEFA Europskoj ligi debitirao je 18. rujna kada je Standard Liège porazio Rijeku 2:0.

### PAOK
Dana 11. kolovoza 2015. Leovac je prešao u grčki PAOK za 1,3 milijuna eura. Za PAOK je debitirao četrnaest dana kasnije u ligaškoj utakmici protiv Škode Ksantija koja je završila 0:0. U UEFA Europskoj ligi debitirao je u utakmici protiv Krasnodara koja je također završila bez golova. Svoj prvi pogodak za PAOK postigao je 10. travnja 2016. kada je PAOK u ligaškoj utakmici pobijedio Levadiakos 2:0.

### Rijeka (posudba)
Od veljače do kraja lipnja 2018. Leovac je bio posuđen Rijeci. Tijekom ta četiri mjeseca odigrao je deset utakmica za Rijeku.

### Dinamo Zagreb
U srpnju 2018. Leovac je prešao iz PAOK-a u Dinamo Zagreb za 300 tisuća eura. Za novi klub debitirao je 24. srpnja kada je Dinamo u kvalifikacijskoj utakmici za plasman u UEFA Ligi prvaka 2018./19. pobijedio izraelski klub Hapoel Be'er Shevu s visokih 5:0. Postigao je pogodak u svom ligaškom debiju 3. kolovoza 2018. kada je Dinamo dobio Istru 1961 3:0. U UEFA Europskoj ligi debitirao je 13. prosinca u utakmici protiv Anderlechta koja je završila bez golova.
Za Dinamo Zagreb II debitirao je 5. svibnja 2019. kada je druga momčad Dinama u utakmici 2. HNL pobijedila Zadar 2:1.
Za prvu momčad Dinama u Hrvatskom nogometnom kupu debitirao je u finalnoj utakmici Hrvatskog nogometnog kupa 2018./19. u kojoj je Rijeka porazila Dinamo 1:3. U svoj debitantskoj utakmici u UEFA Ligi prvaka za Dinamo, Leovac je postigao gol i asistenciju protiv Atalante koja je izgubila susret rezultatom 4:0. Svoj prvi pogodak u kupu postigao je 22. rujna 2021. kada je Orijent 1919 izgubio 1:4.

### Osijek
Dana 26. siječnja 2022. prešao je u Osijek za 300 tisuća eura. Za novi klub debitirao je tri dana kasnije kada je Osijek izgubio 1:2 od Slaven Belupa u 1. HNL. U Hrvatskom nogometnom kupu debitirao je 9. ožujka u polufinalnoj utakmici u kojoj je Rijeka pobijedila Osijek 3:2 u produžetcima. Svoj prvi klupski pogodak postigao je 28. ožujka kada je Rijeka u Jadranskom derbiju dobila Hajduk Split 2:1.

### Lokomotiva Zagreb
Dana 1. srpnja 2023. Leovac je potpisao ugovor sa zagrebačkom Lokomotivom. Za Lokomotivu Zagreb debitirao je 23. srpnja u utakmici prvog kola HNL 2023./24. protiv Istre 1961 s kojom je Lokomotiva Zagreb igrala 1:1.

## Reprezentativna karijera
Tijekom svoje omladinske karijere nije ostvario ni jedan nastup za bilo koju omladinsku selekciju Hrvatske. Za hrvatsku nogometnu reprezentaciju debitirao je 12. studenog 2014. u prijateljskoj utakmici odigranoj na Boleyn Groundu u Londonu u kojoj je Argentina pobijedila Hrvatsku 2:1.

## Priznanja

### Klupska
Austria Beč
- Austrijska Bundesliga (1): 2012./13.

Rijeka
- Hrvatski nogometni kup (1): 2013./14.

PAOK
- Grčki nogometni kup (1): 2017.

Dinamo Zagreb
- 1. HNL (4): 2018./19., 2019./20., 2020./21., 2021./22.
- Hrvatski nogometni kup (1): 2020./21.

## Vanjske poveznice
- Profil, Dinamo Zagreb
- Profil, Hrvatski nogometni savez
- Profil, Soccerway (engl.)
- Profil, Transfermarkt (engl.)